# Saulnières (Eure-et-Loir)
Saulnières is een gemeente in het Franse departement Eure-et-Loir (regio Centre-Val de Loire) en telt 538 inwoners (1999). De plaats maakt deel uit van het arrondissement Dreux.

## Geografie
De oppervlakte van Saulnières bedraagt 10,7 km², de bevolkingsdichtheid is 50,3 inwoners per km².
De onderstaande kaart toont de ligging van Saulnières (Eure-et-Loir) met de belangrijkste infrastructuur en aangrenzende gemeenten.

## Demografie
Onderstaande figuur toont het verloop van het inwonertal (bron: INSEE-tellingen).